# Red Butte
Der Red Butte ist ein Berg in den USA. Er befindet sich ca. 25 Kilometer südlich des Grand Canyon Village im Kaibab National Forest in Coconino County im Norden des US-Bundesstaates Arizona. Seine Höhe über dem Meeresspiegel beträgt 2232 Meter, sein Umland überragt er jedoch nur um rund 250 Meter.
Der Berg liegt auf dem Coconino-Plateau, einem Teilplateau des Colorado-Plateaus. Er wird aufgebaut aus terrestrischen Siliziklastika der triassischen Moenkopi-Formation. Der roten Färbung dieser Sedimentgesteine verdankt der Red Butte seinen Namen. Im Umland des Berges stehen hingegen permische Sedimentgesteine an. Weil diese weniger Verwitterungs- und Erosionsresistent sind als die Gesteine der Moenkopi-Formation, sind sie nicht reliefbildend und der Red Butte blieb als Zeugenberg eines einst weit ausgedehnteren Ausbisses der Moenkopi-Formation stehen.
An der Westseite des Berges gibt es einen Weg auf den Gipfel. Von dort aus kann man die Nordkante des Grand Canyon sehen. Bei den Havasupai-Indianern gilt der Berg als eine heilige Stätte.